# Albertine Zullo
Pour les articles homonymes, voir Zullo et Albertine.
Albertine Zullo, nom d'alliance d'Albertine Gros, signant également sous le pseudonyme d'Albertine, née le 1er décembre 1967 à Dardagny (Suisse), est une dessinatrice et illustratrice suisse, spécialisée dans l'illustration de livres jeunesse.

## Formation
Formée à l'école des arts décoratifs et à l'École supérieure d'art visuel (ESAV) de Genève, elle débute en 1990 dans la sérigraphie et l'illustration.

## Carrière
En 1990 elle ouvre son atelier de sérigraphie. Elle enseigne à la Haute École d'art et de design Genève depuis 1996.
Elle coopère souvent avec son mari Germano Zullo, écrivain et poète,. En 2016, ils ont publié ensemble plus de vingt albums de jeunesse aux éditions La Joie de lire, ainsi que des livres érotiques aux éditions Humus. Ils ont également réalisé des films d'animations, tels que Le Génie de la boîte de raviolis,.
En 2016, elle expose dans le cadre d'Art7.
En 2018, elle réalise dix illustrations pour Derniers entrechats de la Camarde de Guy Poitry, ce qui donne lieu à une série de dessins inspirés des danses macabres.
En 2019, elle fait partie de l'équipe des dessinatrices du nouveau mensuel féministe satirique Siné Madame, dès son lancement.
En 2020, elle est couronnée par le prix Hans-Christian-Andersen, dans la catégorie Illustration, prix international danois. Elle était sélectionnée et finaliste, en 2018.
En 2021 et 2022, elle est sélectionnée pour le prix suédois international, le prix commémoratif Astrid-Lindgren.
Elle expose au musée de Carouge en 2021.

## Quelques œuvres
- Marta et la bicyclette, avec Germano Zullo, La Joie de lire, 1999
- Marta au pays des montgolfières, avec Germano Zullo ,La Joie de lire , 2001
- Le Génie de la boîte de raviolis, avec Germano Zullo, éd. La Joie de lire, 2002 ; et rééd.
- L'imagier d'Albertine, la Joie de lire , 2006
- Blanche et Marcel, avec Germano Zullo , La Joie de lire , 2007
- Le Retour de Marta, avec Germano Zullo, éd. La Joie de Lire, 2008
- La Rumeur de Venise, texte de Germano Zullo, La Joie de lire, 2008
- Le Chat botté, conte de Charles Perrault, éd. La Joie de Lire, 2009
- Le Grand Couturier Raphaël, avec de Germano Zullo, éd. La Joie de Lire, 2009
- Les Oiseaux, avec Germano Zullo, éd. La Joie de Lire, 2010
- Les Gratte-ciel[17], avec Germano Zullo, éd. La Joie de Lire, 2011
- Ligne 135, avec Germano Zullo, éd. La Joie de Lire, 2012
- Dada, avec Germano Zullo, éd. La Joie de Lire, 2013
- Lumières, l’encyclopédie revisitée, éd. de l’Édune, 2013
- La Catastrophe, galerie Art3, 2013
- Circus, éditions A pas de Loup, 2014
- Bimbi, coll. « Hors norme », éd. La Joie de Lire, 2014[18] - ouvrage sans texte
- Mon tout petit, texte de Germano Zullo, La Joie de lire, 2015
- La mer est ronde[19], texte de Sylvie Neeman, La Joie de lire, 2015
- Le Président du monde, avec Germano Zullo, La Joie de lire[20], 2016
- Des mots pour la nuit, avec Annie Agopian, éd. La Joie de lire, 2017
- J'te kiffe , je t'aime : 69 histoires de mots d'amour, texte de Mariette Darrigrand, Folio Gallimard, 2017  (ISBN 9782072709371)
- Ils arrivent ![21], texte de Sylvie Neeman, la Joie de lire, 2018
- Déguisé, La joie de lire , 2019
- Les bottes à Splatchhh ... et autres mini-délices inquiétants, avec Annie Agopian, A pas de loup, 2020
- Toute une vie à écrire : Corinna Bille, texte de Sylvie Neeman, la Joie de lire, 2020
- Séraphine, tome 1 : L'anniversaire, La joie de lire, 2020
- Séraphine, tome 2 : À l'école[22], La Joie de lire, 2023
- Séraphine, tome 3 : En chantier, La joie de lire, 2024
- Séraphine, tome 4 : En vacances, La joie de lire, 2025
- Six petites histoires d'Art brut[23], texte de Sophie Chabalier, Flammarion Jeunesse, 2025  (ISBN 9782080485861)

## Films d’animation
- Chambre 69, réalisé par Claude Barras, 2012[18]
- Le Génie de la boîte de raviolis, adapté par Claude Barras, 2005

## Prix et distinctions
- Pomme d'Or 1999 de la Biennale d'illustration de Bratislava pour son livre Marta et la bicyclette[2],[24],[25]
- Prix suisse jeunesse et médias 2009[26],[27]
- (international) « Honour List » 2010[28] de l' IBBY, Catégorie Illustrations pour La Rumeur de Venise, sur un texte de Germano Zullo
- Prix Sorcières 2011 pour Les Oiseaux avec Germano Zullo[29]
- Prix du New York Times Best Illustrated children's book Award 2012 pour Les Oiseaux[30]
- Prix Crescer de São Paulo pour Les Oiseaux en 2014
- Prix Enfantaisie pour Dada en 2014
- (international) « Honour List » 2016[31] de l' IBBY, Catégorie Illustrations pour Mon tout petit, sur un texte de Germano Zullo
- Prix BolognaRagazzi 2016 catégorie Fiction pour Mon tout petit, texte de Germano Zullo, illustrations de Albertine Zullo
- Sélection Suisse et Finaliste du Prix Hans-Christian-Andersen 2018, dans la catégorie Illustration[14],[13]
- Prix Hans-Christian-Andersen 2020, dans la catégorie Illustration[13]
- Sélection pour le Prix commémoratif Astrid-Lindgren 2021 et 2022[15]